# Alli Wiherheimo
Alli Oivikki Wiherheimo, född 27 mars 1895 i Helsingfors, död där 15 juni 1978, var en finländsk redaktör. Hon var syster till Toivo Antero Wiherheimo.
Wiherheimo, som var dotter till byggmästare Anders Viktor Wiherheimo och Amanda Poussa, blev student 1913, filosofie kandidat 1919 och filosofie magister 1920. Hon var förlagstjänsteman vid WSOY 1920–1923 och huvudredaktör för damtidningen Kotiliesi 1922–1963. Hon var ordförande i Finlands kvinnors nationalförbund 1937–1938, i Akademiskt bildade kvinnors förbund 1938–1948, i Kotilieden Kummikerho 1938–1963 och i Finska kulturfondens damkommitté från 1963. Hon utgav Speak English (1937) och utförde översättningar från engelska. Hon blev hedersledamot av Finlands kvinnliga akademikers förbund 1955 och tilldelades undervisningsråds titel 1963.

## Utmärkelser
- Riddartecknet av Finlands Vita Ros’ orden[2]

[Redigera Wikidata]